# ريو دو فوغو
ريو دو فوغو بلدية في ولاية ريو غراندي دو نورتي في المنطقة الشمالية الشرقية من البرازيل. تم تسمية البلدية باسم نهر، ويعني «نهر النار».
يوجد بالبلدية نهر آخر، هو نهر ريو جواكسينيم، يقع في مكان قريب من شاطئ يسمى بيتتينجا. ويتمد على طول الساحل، وتوجد بالمكان مزرعة رياح تعمل على توفير الطاقة لأجزاء من الولاية.